# MARC-standarder
MARC er et akronym for MAchine-Readable Cataloging. Det er et format til at katalogisere (kode) bibliografiske data til brug for bibliotekssystemer.
Oprindeligt blev formatet udviklet på initiativ af Library of Congress i 1965, som en protokol for udveksling og fortolkning af bibliografisk information og ikke mindst produktion af kartotekskort til bibliotekernes kataloger. Den mest udbredte variant af MARC er det angloamerikanske MARC 21, der er en sammensmeltning af det amerikanske USMARC og det canadiske CAN/MARC
Strukturen i MARC er en implementering af ISO 2709 (også kaldet ANSI/NISO Z39.2). Indholdet kan være 
- Bibliografiske data -- fysisk og emnemæssig beskrivelse af materialet
- Autoritetsdata -- kontrollerede og godkendte navneformer, henvisninger etc.
- Beholdningsdata -- enkelte bibliotekers bestand af materialet: Antal, placering mv.

Formatets fremtid diskuteres i disse år verden over i bibliotekskredse. På den ene side er formatet ekstremt komplekst og baseret på en forældet teknologi. På den anden side har man endnu ikke fundet en afløser der kan håndtere disse komplekse datastrukturer tilfredsstillende. Der arbejdes på at lave dataformater i XML. 